# Øresund (Groenland)
Het Øresund is een zeestraat in Nationaal park Noordoost-Groenland in het oosten van Groenland.

## Geografie
De zeestraat is noordwest-zuidoost georiënteerd en heeft een lengte van meer dan negen kilometer met een breedte van op z'n smalst ruim vier kilometer. In het noordwesten staat het water in verbinding met de Stormbugt (naar Dove Bugt) en in het zuidoosten met de Groenlandzee.
Ten oosten ligt het Germanialand. Ten westen van de zeestraat ligt het eilandje Lille Koldewey dat de zeestraat scheidt van een parallelle zeestraat met de naam Lille Bælt. Verder naar het zuidwesten ligt het eiland Store Koldewey.